# Zwarte rat
De zwarte rat (Rattus rattus) is een knaagdier uit de familie Muridae. De zwarte rat is ook wel bekend onder de namen zolderrat, scheepsrat, huisrat, dakrat en pestrat. De wetenschappelijke naam van de soort werd als Mus rattus in 1758 gepubliceerd door Carl Linnaeus. In Nederland is de soort boven de grote rivieren bijna volledig verdrongen door de bruine rat. Berichten dat het dier vanuit het zuiden oprukte naar Midden-Nederland zijn niet bevestigd door tellingen.
De zwarte rat is de belangrijkste verspreider van de pest (veroorzaakt door de bacterie Yersinia pestis) en kan ook bij de overdracht van andere ziekten op de mens een rol spelen.

## Uiterlijk
Ondanks zijn naam komt de zwarte rat in verschillende kleurvarianten voor. De kleur verschilt van zwart tot lichtbruin, de buikzijde is lichter van kleur. Zwart is wel de meest voorkomende kleur in stedelijke gebieden.
Een volwassen zwarte rat wordt 150 tot 240 mm lang en 145 tot 280 gram zwaar. De zwarte rat groeit zijn hele leven door. Hij heeft een staartlengte van 115 tot 260 mm, even lang als of langer dan de rest van het lichaam. De staart heeft 200 tot 260 ringen.
De zwarte rat verschilt van de bruine rat door de langere, ruigere vacht, de grotere, dunner behaarde oren, de grotere ogen en de langere, dunnere staart.

## Gedrag
De zwarte rat leeft voornamelijk in de buurt van havens, schepen en gebouwen als pakhuizen en supermarkten met een ruime voedselvoorraad, en in gebouwen met holle muren of kleine zolders. In tropische gebieden leeft hij voornamelijk op daken. Anders dan de bruine rat legt de zwarte rat geen ondergrondse gangen aan, en ontbreekt hij in meer open gebieden.
Het is een nachtdier. De zwarte rat is een alleseter, met een voorkeur voor granen en ander plantaardig voedsel zoals vruchten en suikerriet.
Hij is erg snel, en kan goed klimmen en springen (tot 1,5 meter hoog). De zwarte rat klimt met gemak in een boom, en in sommige gebieden, bijvoorbeeld op Cyprus, brengt hij het grootste deel van zijn leven in bomen door. Hij kan zwemmen, maar zal dat niet snel doen.
Het dier vormt regelmatig grote sociale groepen. Sommige van die groepen kunnen bestaan uit wel zestig ratten. Vrouwtjes zijn agressiever dan die van de bruine rat, en zullen andere zwarte ratten wegjagen van voedsel. Binnen de groep heerst een lineaire hiërarchie, met één dominant mannetje. Vlak onder het dominante mannetje staan twee of meer vrouwtjes. Dieren van buiten de groep worden weggejaagd. Vrouwtjes worden enkel door andere vrouwtjes weggejaagd, mannetjes door beide geslachten, maar voornamelijk door het dominante mannetje.

### Voortplanting
In een geschikte leefomgeving plant het dier zich het hele jaar voort, maar in Europa plant het zich voort van midden maart tot midden november. Het vrouwtje krijgt drie tot zes nesten van één tot zestien (maximaal twintig, gemiddeld zeven) jongen (rittens). Hierdoor kan een vrouwtje wel 56 jongen per jaar krijgen.
De jongen worden geboren na een draagtijd van doorgaans 21 dagen, die echter soms oploopt tot 29 dagen. Bij de geboorte zijn de jongen naakt en roze, met gesloten oren en ogen, en wegen ze 4,5 gram. De jongen worden gespeend als ze 30 tot 40 gram wegen, meestal voor ze ca. twintig dagen oud zijn. Vrouwtjes zijn geslachtsrijp als ze ongeveer 90 gram wegen. Ze zijn dan tussen de twaalf en zestien weken oud.
Een zwarte rat kan een leeftijd bereiken van vier jaar, maar meestal worden ze niet meer dan achttien maanden oud. In stedelijke gebieden is de huiskat de belangrijkste predator.

## Verspreiding
De soort komt oorspronkelijk uit Zuidwest-India en spreidde zich in de Romeinse tijd met de handelsroutes uit naar het Midden-Oosten. In de achtste eeuw bereikte hij Europa, om zich daarna, samen met de Europese ontdekkingsreizigers en kolonisten, verder over de wereld te verspreiden. In 1554 werd de soort voor het eerst waargenomen in Peru. De zwarte rat komt in hoofdzaak voor in warmere gebieden. In landbouwgebieden in Zuid-Azië, op de Caraïben en op eilanden in de Grote Oceaan kan de zwarte rat een ware plaag zijn. In koudere gebieden is het knaagdier grotendeels verdrongen door de agressievere bruine rat (Rattus norvegicus).
In Nederland is de zwarte rat weer bezig aan een opmars, met name in de zuidelijke provincies. Ratten worden daar nu ook regelmatig gesignaleerd in het verstedelijkt gebied. Ook bij havens en graanoverslag wordt de zwarte rat nog regelmatig gezien.
De meeste Aziatische populaties worden tegenwoordig tot de Aziatische zwarte rat (Rattus tanezumi) gerekend. Het voornaamste verschil is dat de gewone zwarte rat 38 chromosomen heeft, terwijl de Aziatische soort er 42 heeft. Er zijn ook enkele morfologische verschillen. Populaties uit Sri Lanka met 40 chromosomen worden ook tot de gewone zwarte rat gerekend. In Zuidwest-India komt nog een derde soort voor uit deze groep, Rattus satarae. Twee andere Aziatische soorten, Rattus tiomanicus en Rattus argentiventer, werden vroeger als "ecologische vormen" van de zwarte rat gezien.

## De pest en andere ziektes
Het dier kan een drager zijn van een aantal ziektes, waaronder de pest en trichinose de meest bekende zijn. De zwarte rat is de belangrijkste verspreider van de pest. Vlooien die op de huid van de zwarte rat leven, brengen de pestbacterie Yersinia pestis over van de rat naar de mens. Anders dan de bruine rat is de zwarte rat geen drager van Leptospira interrogans, de bacterie die de ziekte van Weil veroorzaakt. De zwarte rat is een van de knaagdieren die het hantavirus verspreiden, dat ernstige nierschade kan veroorzaken.